# Estado de Aimeliik
Aimeliik es un estado de la República de Palaos, ubicado específicamente al suroeste de la isla de Babeldaob, la mayor del país. Tiene una extensión de 52 km² y una población de 270 habitantes (en 2005). Su capital es Ulimang.
Se encuentra a poca distancia del aeropuerto nacional y es un área de selvas y montañas. Una atracción turística es el Bai (capilla de varones). Existe una diosa de la fertilidad tatuada en la entrada. 

## Historia
El territorio estuvo gobernado por España hasta 1899, cuando fue vendido a Alemania. En 1919 pasó a ser una posesión japonesa hasta que Estados Unidos tomó el control tras la Segunda Guerra Mundial. Aimeliik es uno de los pueblos más antiguos de Palaos. Es más conocido por sus terrazas y su moderno bai. Aimeliik también es conocido por la Tumba de Malsol, el legendario lugar donde está enterrado el guerrero Malsol, que ahora es accesible a través de la carretera principal y cerca del bai de Aimeliik. Se suele pasar por Aimeliik en la carretera principal de la isla de Babeldaob.

## Geografía
Aimeliik está situada en la esquina suroeste de la isla de Babeldaob y abarca diferentes tipos de terrenos, como manglares, pantanos, colinas onduladas y algunos terrenos escarpados y accidentados. Los pueblos habitados en Aimeliik son (a lo largo de la costa de sur a norte): Imul, Ngerkeai, Chelechui, Ngchemiangel y Medorm. El límite de Aimeliik al norte es el río Tabcheding, al este el Rael Kedam (la cresta central de la isla de Babeldaob), y al sureste el límite se encuentra a lo largo de una cresta hasta un kilómetro más o menos (al sur del río Ngerderar). Aimeliik también es conocido por sus terrazas, que probablemente se construyeron por motivos agrícolas y de defensa. El estado también contiene uno de los cuatro bais palauanos, o casas de reunión de hombres, los otros tres están en Koror, Airai y Melekeok.
Aimeliik también es conocido por sus terrazas, que probablemente se construyeron con fines agrícolas y de defensa. El estado también contiene uno de los cuatro bais palauanos, o casas de reunión de hombres, los otros tres están en Koror, Airai y Melekeok.

## Política y Gobierno
El estado de Aimeliik, con menos de 350 habitantes, tiene un jefe ejecutivo elegido, el gobernador. El estado también tiene una legislatura elegida cada cuatro años. La población del estado elige a uno de los miembros de la Cámara de Delegados de Palaos.

## Economía
Gran parte del comercio y la agricultura provienen de Nekken. La mayoría de las explotaciones son agrícolas, pero también se intentó establecer el primer pasto para el ganado del estado de Aimeliik, pero los suelos, el forraje y el clima de Palaos son poco adecuados para las explotaciones ganaderas de pastoreo abierto.

## Transporte
La mayoría de las carreteras del estado están conectadas con caminos de tierra, excluyendo la carretera compacta, recientemente terminada, que atraviesa el estado. La principal ruta Airai-Aimeliik es la carretera compacta (la ruta Airai-Aimeliik, que recorre la costa, era una antigua ruta de la época japonesa). Ésta puede llevarle desde el aeropuerto hasta el estado de Aimeliik.

## Educación
El Ministerio de Educación gestiona varias escuelas públicas. La escuela primaria de Aimeliik se creó en 1948.
La Escuela Secundaria de Palau, en Koror, es la única escuela secundaria pública del país, por lo que los niños de esta comunidad reciben educación allí.